# NGC 7689
NGC 7689 је спирална галаксија у сазвежђу Феникс која се налази на NGC листи објеката дубоког неба.
Деклинација објекта је - 54° 5' 39" а ректасцензија 23h 33m 16,4s. Привидна величина (магнитуда) објекта NGC 7689 износи 11,5 а фотографска магнитуда 12,2. Налази се на удаљености од 25,005 милиона парсека од Сунца. NGC 7689 је још познат и под ознакама ESO 192-7, IRAS 23305-5422, PGC 71729.